# Cachito de cielo
A Cachito de cielo (Egy darabka égbolt) egy 2012-es mexikói telenovella a Televisától. Főszereplői: Maite Perroni, Pedro Fernández, Mane de la Parra, Jorge Poza és Esmeralda Pimentel. Magyarországon még nem került adásba.

## Történet
Renata Landeros de Franco (Maite Perroni), egy fiatal újságírónő, aki szerelmes a focista Adrian Gómezbe, becenevén „Cachitóba” (Mane de la Parra). Boldogságuk azonban csak addig tart, amíg Cachito egy focimeccsen meghal, miután belecsap egy villám. A mennyországban azonban kiderül, hogy tévedés történt, így az angyalok a fiút egy másik testben, Salvador atyaként küldik vissza a földre, hogy megvédhesse szerelmét.

## Szereposztás
| Színész(nő)         | Szerepnév                                            | Megjegyzés                                                                                      |
| ------------------- | ---------------------------------------------------- | ----------------------------------------------------------------------------------------------- |
| Pedro Fernández     | Salvador „Chava” Santillán atya (Cachito)            | Pap, Cachito reinkarnációja, szerelmes Renatába                                                 |
| Maite Perroni       | Renata Landeros de Franco                            | Sportújságíró, Pupi és Tete lánya, Matías féltestvére, szerelmes Cachitóba, később Chava atyába |
| Mane de la Parra    | Adrian „Cachito” Gómez Obregón                       | Focista, Isabel fia, Diana testvére, Renata szerelme, szívroham miatt meghal                    |
| Jorge Poza          | Fabio Montenegro                                     | Mara szeretője, szerelmes Renatába                                                              |
| Esmeralda Pimentel  | Mara Magaña                                          | Sportújságíró, Fabio szeretője                                                                  |
| Azela Robinson      | Teresa de Franco de Landeros „Tete”                  | Renata anyja, Pupi (ex)felesége                                                                 |
| Rafael Inclán       | Ernesto „Pupi” Landeros                              | Renata apja, Tete (ex)férje                                                                     |
| Pablo Lyle          | Matías Salazar                                       | Focista, Pupi és Pachi fia, Renata féltestvére, szerelmes Sofíába                               |
| Cynthia Klitbo      | Adela „Pachi” Silva de Salazar                       | Matías anyja, Reynaldo felesége, Pupi exszeretője                                               |
| Cecilia Gabriela    | Isabel Obregón, Gómez özvegye/Isabel Obregón de Luna | Cachito és Diana anyja, Coca testvére, Tristán felesége                                         |
| Juan Carlos Barreto | Tristán Luna/Esteban Rubio                           | Isabel 2. férje                                                                                 |
| Elizabeth Valdez    | Diana Gómez Obregón                                  | Isabel lánya, Cachito testvére, szerelmes Daríóba                                               |
| Luis Alfredo Gatica | Darío Fernández                                      | Diana barátja                                                                                   |
| Raquel Pankoswky    | Socorro „Coca” Obregón                               | Isabel testvére                                                                                 |
| Adalberto Parra     | Reynaldo Salazar                                     | Adela elhunyt férje, Matías mostohaapja                                                         |
| Eduardo Liñán       | Adolfo Salvatierra                                   | Sofía apja                                                                                      |
| Sofía Castro        | Sofía Salvatierra                                    | Adolfo lánya, szerelmes Matíasba                                                                |